# Olympische Jugend-Sommerspiele 2010/Triathlon
Bei den Olympischen Jugend-Sommerspielen 2010 in Singapur wurden vom 15. bis 19. August 2010 drei Wettbewerbe im Triathlon ausgetragen. Die Wettkämpfe fanden im East Coast Park statt.

## Wettkampfbedingungen

### Einzelrennen
In den Einzelrennen mussten die Athleten 750 m Schwimmen, 20 km Radfahren und 5 km Laufen. Dies ergibt eine Komplettdistanz von 25,75 km.

### Gemischtes Team
Die Teams bestanden jeweils aus zwei Jungen und zwei Mädchen. Jeder Athlet eines Teams musste 250 m Schwimmen, 7 km Radfahren und 1,7 km Laufen. Insgesamt mussten die Athleten also 1 km Schwimmen, 28 km Radfahren und 6,8 km Laufen. Dies ergibt eine Komplettdistanz von 35,8 km.

## Einzelrennen (Jungen)
Der Wettkampf wurde am 16. August ausgetragen.
| Platz | Land               | Athlet         | Zeit     |
| ----- | ------------------ | -------------- | -------- |
| 1     | Neuseeland         | Aaron Barclay  | 54:41,49 |
| 2     | Vereinigte Staaten | Kevin McDowell | 54:55,28 |
| 3     | Österreich         | Alois Knabl    | 55:04,72 |

- Tobias Klesen belegte mit 57:14,23 Platz 14.

## Einzelrennen (Mädchen)
Der Wettkampf wurde am 15. August ausgetragen.
| Platz | Land               | Athlet          | Zeit       |
| ----- | ------------------ | --------------- | ---------- |
| 1     | Japan              | Yuka Sato       | 1:00:49,69 |
| 2     | Australien         | Ellie Salthouse | 1:01:04,39 |
| 3     | Vereinigte Staaten | Kelly Whitley   | 1:01:13,49 |

- Marlene Gomez belegte mit 1:02:27,79 Platz 7.

## Gemischtes Team
Der Wettkampf wurde am 19. August ausgetragen.
| Platz | Team       | Athleten                                                                 | Zeit       |
| ----- | ---------- | ------------------------------------------------------------------------ | ---------- |
| 1     | Europa 1   | - Eszter Dudás - Miguel Fernandes Valente - Fanny Beisaron - Alois Knabl | 1:19:51,42 |
| 2     | Ozeanien 1 | - Ellie Salthouse - Michael Gosman - Maddie Dillon - Aaron Barclay       | 1:19:55,23 |
| 3     | Amerika 1  | - Kelly Whitley - Kevin Dowell - Adriana Barraza - Lautaro Díaz          | 1:19:58,88 |